# Bendik Giske
Bendik Giske (* 1982 in Oslo) ist ein norwegischer Jazz- und Improvisationsmusiker (Saxophon, Komposition), der in beeindruckenden Auftritten die Möglichkeiten des Saxophons und des Atmens erforscht.

## Leben und Wirken
Giske, der als Kind Ballett praktizierte, verfolgt in seinem Spiel einen sehr körperzentrierten Ansatz. Er verbrachte einen Teil der Kindheit in Indonesien, wo er viel Gamelanmusik hörte und die Zirkularatmung auf der Flöte lernte. Als Jugendlicher spielte er Didgeridoo. Als schwuler Mann, der in Norwegen aufwuchs, bevor er ein Musikkonservatorium in Kopenhagen besuchte, begann er das heterosexuell-androzentrische Establishment, das die skandinavische Jazzszene ausmachte ebenso zu verabscheuen wie die „stoßenden“, phallischen Implikationen des Saxophons; er vermied sogar, Melodien auf seinem Instrument zu spielen.
Giske arbeitete bis 2010 in Skandinavien im Trio Listen! mit dem Pianisten Espen Berg und dem Tubisten Daniel Herskedal. Auch kam es zu Aufnahmen mit Bare Egil, Nils Bech und Frode Grytten. Dann zog er nach Berlin, wo er zunächst seine Alben Surrender (2019) und Cracks (2021) auf Smalltown Supersound veröffentlichte, ebenso ein Duoalbum mit dem Technomusiker Pavel Milyakov. Cracks wurde für den Spellemannprisen 2021 in zwei Kategorien nominiert. Er wirkte auch an den Fantas Variations von Caterina Barbieri mit, zu denen er eine Saxophon- und Gesangsinterpretation ihrer Komposition beisteuerte. Beatrice Dillon produzierte sein drittes selbstbetiteltes Album, das 2023 beim Label Smalltown Supersound erschien und für den Deutschen Jazzpreis sowie für den Spellemannprisen 2023 in der Kategorie „Jazz“ nominiert wurde. Er erhielt den Deutschen Jazzpreis in der Kategorie „Künstler des Jahres.“